# 大卫·L·里奇
大卫·L·里奇（英語：David L. Reich，1960年2月7日—）是一位美国麻醉學家，西奈山医院院长。